# سيج جروب
سيج جروب ، المعروفة باسم سيج ، هي شركة برمجيات بريطانية متعددة الجنسيات مقرها في نيوكاسل أبون تاين ، إنجلترا. اعتبارًا من 2017   إنها ثاني أكبر شركة تكنولوجيا في المملكة المتحدة،  وثالث أكبر مورد لبرامج تخطيط موارد المؤسسات في العالم (بعد 
أوراكلو ساب )، وأكبر مورد للشركات الصغيرة ، ولديها 6.1 مليون عميل في جميع أنحاء العالم.  لديها مكاتب في 23 دولة.  الشركة هي أحد رعاة سايج غيتسهيد، وهو مكان لإقامة الحفلات الموسيقية في غيتسهيد . 
تم إدراج شركة سيج في بورصة لندن وهي أحد مكونات مؤشر فوتسي 100 .

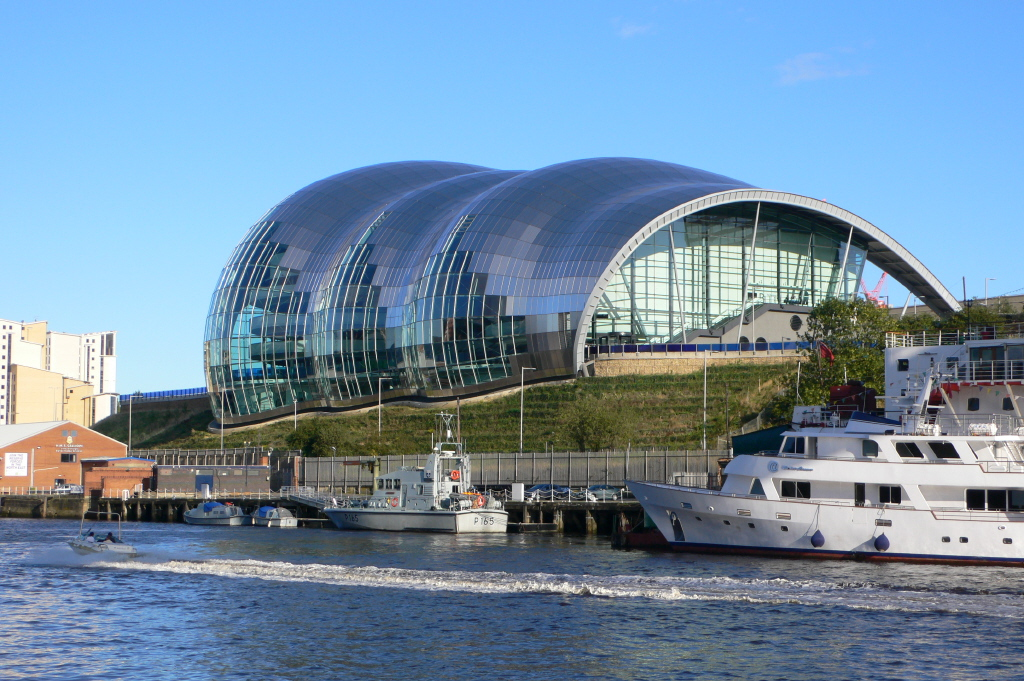
تمت تسمية مكان إقامة الحفلات الموسيقية سايج غيتسهيد ، الواقع على ضفاف نهر تاين ، باسم سايج غيتسهيد أثناء رعايته.

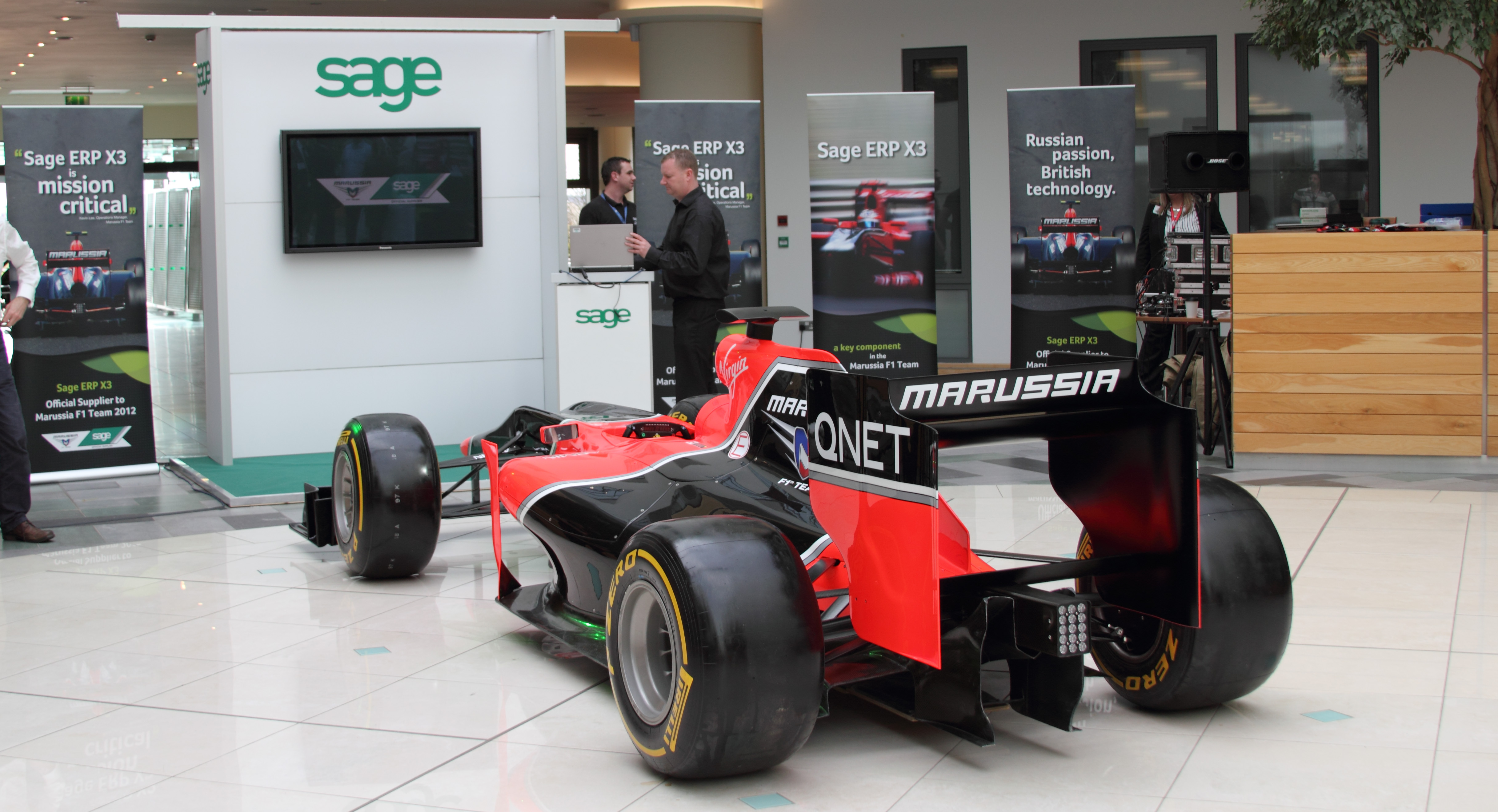
سيارة ترويجية لفريق ماروسيا للفورمولا 1 معروضة في المقر الرئيسي لشركة سيج في نيوكاسل.

## أنظر أيضاً
- مقارنة بين برامج المحاسبة
- مقارنة بين أنظمة إدارة علاقات العملاء
- قائمة حزم برامج تخطيط موارد المؤسسات

## روابط خارجية
- الموقع الرسمي